# Szarka Károly (diplomata)
A magyar Wikipédia 500 000. szócikke
Szarka Károly (Újpest, 1923. augusztus 15. – Budapest, 2005. szeptember 1.) magyar vasmunkás, diplomata, számos országban a Magyar Népköztársaság nagykövete, két ízben külügyminiszter-helyettes.

## Pályafutása
Eredeti szakképzettsége vasesztergályos volt, 1938-tól a Láng Gépgyárban dolgozott, közben esti tagozaton gimnáziumi érettségi vizsgát tett. 1945-ben belépett a Magyar Kommunista Pártba, párttagságát élete végéig megőrizte: MDP-, majd MSZMP-tag volt. 1948-ig működött eredeti szakmájában, amikor a Külügyminisztériumba került. A Külügyi Akadémia első végzettjeinek egyike volt, ekként azok között végzett a Sík Endre által szervezett diplomataakadémián, akiket Rákosi Mátyás által kiadott „Suszterekből kell diplomatákat csinálni!” jelmondat hatására válogattak ki a munkás-paraszt származásúak közül. Szarkát utóbb a tehetségesebb végzettek közt tartották számon.
1949-ben már a londoni követségen dolgozott beosztott diplomataként, majd 1950-ben visszatért a Külügyminisztériumba, ahol a politikai főosztályt vezette. 1951–53 között ideiglenes ügyvivőként az 1948-ban nyitott újdelhi nagykövetség első vezetője volt, majd követi rangban a washingtoni követség vezetője lett, ahol 1956 májusáig dolgozott. Magyarországot 1955-ben vették fel az ENSZ-be; az előkészítő tárgyalások során megfigyelőként delegálva Szarka 1954-től – mint washingtoni követ – képviselte a Magyar Népköztársaságot (az első ENSZ-követ majd 1956 májusában Kós Péter lett). 1956-tól 1968-ig külügyminiszterhelyettes, ezen belül 1963-tól az – akkori szóhasználattal – a fejlődő országokkal foglalkozó osztályok felügyeletét látta el. 1968-ban lett a kairói nagykövetség vezetője nagykövetként, akkreditálva a Jemeni Népi Demokratikus Köztársaságban és Észak-Jemenben, továbbá Szudánban és Líbiában. 1970. július 9-én nevezték ki a New York-i ENSZ-képviselet vezetőjévé szintén nagykövetként, de a két jemeni megbízatása az év végéig megmaradt, Líbiában pedig csak 1971 januárjában váltotta fel őt Randé Jenő. 1974 júniusában hazatért New Yorkból a központba, ahol 1983-ig tartó második külügyminiszter-helyettesi kinevezése során a nemzetközi szervezetek területét felügyelte. Még 1959-ben – első külügyminiszter-helyettesi időszakában – maga is figyelemmel kísérhette Magyarország és Japán kapcsolatainak rendezését, a diplomáciai kapcsolatok ismételt felvételét, 1983-ban pedig megkapta kinevezését Magyarország tokiói nagykövetsége vezetésére. Ekként akkreditálva volt 1986-ig a Fülöp-szigeteken, valamint Ausztráliában és Új-Zélandon, mely utóbbi országokban a megbízólevél átadására végül nem került sor, mivel kinevezése után két hónappal Ipper Pál lett a nagykövet. Tokiói missziója 1988 júliusában lejárt, s még az év szeptemberében nyugállományba vonult.
Szarka hosszú diplomáciai pályafutása során mindvégig megbízható közvetítője volt a népköztársasági érdekeknek, ugyanakkor jelentős döntés nem köthető nevéhez. Számos, az ország nemzetközi kapcsolatait érintő eseménnyel kapcsolatban felmerül a neve: az 1956-os szuezi válság idején az egyiptomi nagykövettel való kapcsolattartás, francia–magyar kulturális kapcsolatok (francia könyvkiállítás 1959-ben), Magyarország és Japán (1959), majd Magyarország és Kuba diplomáciai kapcsolatainak felvétele (1960).

## Díjai, elismerései
- Magyar Népköztársasági Érdemrend V. fokozat (1952)[13]
- Munka Érdemrend (1958, 1963)[14][15]
- Köztársasági Rend nagy szalagja; Egyesült Arab Köztársaság (1966)[16]
- Etióp Becsület Csillagrend (1966)[17]
- Tengerész Henrik Érdemrend nagy keresztje; Portugália (1982)[18]
- Munka Érdemrend arany fokozat (1983)[19]